# Fat Joe
Джозеф Антоніо Картахена (нар. 19 серпня, 1970, Бронкс, Нью-Йорк, США), більш відомий під псевдонімом Fat Joe (англ. Товстий Джо) - американський репер латиноамериканського походження. Він почав свою музичну кар'єру як учасник хіп-хоп-групи Diggin' in the Crates Crew (D.I.T.C.), потім розпочав сольну кар'єру та заснував власний лейбл Terror Squad, з яким підписав контракт з Big Pun, Remy Ma, Tony Sunshine, Cuban Link, Armageddon, Prospect, Triple Seis і невідомий на той момент DJ Khaled, а також відкрив для себе продюсерів Cool & Dre.
Дебютний сольний альбом Fat Joe, Represent, був випущений в 1993 році і породив сингл «Flow Joe», який досяг першого місця в чарті Billboard Hot Rap Songs. Його найбільш комерційно успішним альбомом на сьогоднішній день був Jealous Ones Still Envy (J.O.S.E.) (2001); він отримав платинову сертифікацію RIAA і срібний міжнародний сертифікат BPI, а також увійшов до 100 найкращих у багатьох музичних чартах.
Найбільш відомий за піснями «Lean Back» (2004; з Terror Squad), «What's Luv?» (2002; за участю Ашанті та Джа Рула), «Make It Rain» (2006; за участю Ліл Вейна) і «All the Way Up» (2016; з Remy Ma, Френч Монтана і Dre).

## Життєпис
Народився 19 серпня 1970 року в Південному Бронксі, Нью-Йорк, там же, де і з'явився хіп-хоп. Ріс в звичайній латиноаомериканській сім'ї. Його батько — кубинець, мати — пуерторіканка (сам Антоніо говорить, що він відчуває себе однаково, як кубинцем, так і пуерторіканцем). Знайомство з хіп-хопом Джозеф починав з прослуховування записів з вечірок Zulu Nation, які приносив додому його старший брат Енжел. Завдяки братові, Джо відкриває для себе таких виконавців, що вплинули згодом на нього, як Theodore, Funky 4+1, Furious Five.
Незабаром Джозеф приступає до підкорення вулиць. Перш ніж зайнятися репом, він пробує себе в мистецтві графіті (Джо є почесним членом легендарною граффіті-команди з Бронкса TATS Cru). Відтепер він відомий під ім'ям Joey Crack (багато хто має на увазі під цим той факт, що Джо, як і багато інші реппери, займався торгівлею наркотиками, але сам він від цього всіляко відхрещується, згадуючи, що прізвисько Crack було ним отримано саме через його великий зад). Також Joey був відмічений у складі танцювального колективу «Breakers Revenge». Як би там не було, своїм подальшим шляхом Joey Crack вибирає реп. Він входить в команду D.I.T.C. (Diggin’ In The Crates), до якої входять легенди східного узбережжя, серед яких Lord Finesse, Showbiz and A.G., Diamond D, O.C., Buckwild та на той час живий Big L. Вулична популярність Joey поступово наростає і у результаті допомагає йому укласти сольний контракт з мейджор-лейблом. Він стає першим латиноамериканським реппером, здатним добитися подібного успіху.

## Кар'єра

### Represent (1993)
Перед Джо відкриваються непогані можливості. 1993 рік стає роком його дебюту. Під ім'ям Fat Joe Da Gangsta він випускає свій альбом з нехитрою назвою Represent на лейблі Relativity Records. Це був сирий, жорсткий, агресивний реп, створений за підтримки колег з D.I.T.C. Свою геніальну руку до продакшну доклав навіть DJ Premier. Цим альбомом Fat Joe, поза сумнівом, привернув до себе увагу. А його хіт «Flow Joe» навіть потрапив на перше місце списку рэп-синглів Billboard. Старт можна назвати гідним. Хоча деяка неузгодженість ліричного змісту «Represent» породжувала чутки про те, що Joey не завжди сам писав власні рими.

### Jealous One's Envy (1995)
Джо відповідає критикам після двох років своїм другим альбомом. Недвозначна назва «Jealous One's Envy» говорить само за себе. Над продакшном потрудилися L.E.S. Trackmasters]], Domingo, а також знову DJ Premier. Такі треки як «The Shit Is Real», «Dedication», «Bronx Tales» можна сміливо назвати класикою андеграунду. У створенні альбому також узяли участь легендарні KRS-One, Raekwon, для якого той рік став знаковим, і новачок Big Pun, з яким Fat Joe познайомився на вулицях рідного Бронкса. Приблизно в той же час Джо засвітився на хіті LL Cool J «I Shot Ya». Слава не обходить Joey стороною. Потихеньку він починає підтягатися до групи лідерів.

### Jealous Ones Still Envy (J.O.S.E.) (2001)
Fat Joe був сильно приголомшений смертю Big L і Big Pun і навіть серйозно подумував про те, щоб зав'язати з репом, але все-таки зміг зібратися з силами. Четвертий альбом він готував, як жоден інший раніше, якщо до цього місяця для запису йому вистачало з лишком, то на нову роботу у нього пішов практично рік. Джо був упевнений, що для досягнення успіху йому потрібне комерційне звучання, і він не помилився. Альбом Jealous Ones Still Envy (J.O.S.E.) вийшов наприкінці 2001 року і на нинішній момент є найуспішнішим за всю кар'єру репера. Цього разу Джо вдалося подолати заповітну мільйонну планку і отримати першу (і поки що останню) в своїй кар'єрі платину. Склад помічників зібрався досить таки представницький: пластинку пошанували присутністю Buju Banton, M.O.P., Busta Rhymes, R. Kelly, Ludacris, Xzibit, Petey Pablo, Noreaga і Ja Rule, нерозлучно пов'язаний з колегою по лейблу, Ashanti. Першим синглом пішов «We Thuggin’» з R. Kelly. Як не дивно, головним хітом уготовано було бути не йому, а пісні «What's Luv», записаній за участю висхідної зірки R&B Ашанті. Хіта такого калібру у Джо ніколи раніше не було. Друге місце в гарячій сотні Billboard і номінація на Греммі — це серйозна заявка.

### Loyalty (2002)
Fat Joe поступово просувався до вершини; здається, настав момент закріпитися на досягнутій позиції. Проходить всього рік після реліза J.O.S.E.. Fat Joe представляє на суд публіці чергове творіння — LP Loyalty, нічим особливо не примітний. Сильно порідшав склад задіяних зірок, що ні до чого хорошому не привело. «Loyalty» — це швидше крок назад в розвитку, хіт «Crush Tonight» за участю Ginuwine лише підсолодив гірку пілюлю, як прийнято говорити в подібних ситуаціях.

### Хіт Terror Squad— «Lean Back»
Але зоряна година Fat Joe попереду. 2004 рік можна рахувати таким. Terror Squad, оновлена після кризи групи в 2000 році появою в рядах Remy Ma і Tony Sunshine, стрясає всіх і вся своїм мегахітом «Lean Back», спродюсованим Скоттом Сторчем і що зумів переплюнути «What's Luv». Пісня у виконанні Fat Joe і Remy Ma без особливих проблем досягає першого місця гарячої сотні Billboard і номінується на Греммі. Манією «Lean Back» охоплена вся Америка, це головний хіт літа 2004, а можливо і всього року. Другий альбом Terror Squad True Story непоганий, навіть якщо не брати до уваги факт присутності на нім того самого хіта хітів. Проте він не здобув поголовної любові слухачів.

### Things Of That Nature (2005)
2005 рік означає для Джо, перш за все, новий альбом, покликаний розставити всі крапки над i. Дата виходу шостої сольної роботи Fat Joe кілька разів переносилася, назва змінилася з первинного «Things Of That Nature» на «All Or Nothing». Що ж, Джо сам мав сміливість в назві двома словами змалювати ситуацію, що склалася, щодо значення цього реліза в його кар'єрі. Тут вже так: Pun або пропав. П'ять років пройшло з дня передчасної кончини Big Pun'а, з тих пір Джо так і не зміг перевершити успіх свого соратника, нестабільність заважала йому повноправно вважатися одним з фаворитів реп-гри.
«All Or Nothing» по ідеї повинен був виправити всі помилки «Loyalty». До створення альбому привернуті такі майстри бітмейкинга як Скотт Сторч, Just Blaze, Swizz Beatz, Timbaland, Cool & Dre. Гостьові участі Lil Jon, Nelly, Eminem, R.Kelly, Ma$e, Дженніфер Лопес обіцяли зробити альбом гарячим. Врешті-решт на диск увійшов трек «My FoFo», у відповідь діс на 50 Cent і його «Piggy Bank»; як запевняє Джо, він зробив це лише на прохання його сина Райана. В цілому план був непоганий, але на практиці виграшна схема не спрацювала. Fat Joe знову не зміг переконати слухачів віддати йому перевагу. Хіти «So Much More» і «Get It Poppin» за участю Nelly не врятували альбом від провалу.

## Terror Squad
Зустріч Fat Joe і Big Pun, переростає в щось більше, ніж проста співпраця, один в одному вони знаходять багато загального, відтепер вони зв'язані, немов рідні брати. 1998 рік був вельми успішний для обох. Первісток Big Pun'а «Capital Punishment» став першим в історії мультиплатиновим альбомом для латиноамериканських рэп-виконавців і був номінований на Греммі. Що примітно, виконавчим продюсером був не хто інший, як Fat Joe. Fat Joe і Big Pun всі в тому ж році ухвалюють сумісне рішення про створення групи, що складається суцільно з латиноамериканців. У склад крім них увійшли Armageddon, Prospect, Cuban Link і Triple Seis. Збірна команда Латинської Америки була названа Terror Squad (спочатку так називалася граффіті-команда, у складі якої творив Joey Crack). Тим же часом Fat Joe займається справами як справжній бізнесмен. На пару з Big Greg він встає на чолі Mystic Entertainment, нового підрозділу Atlantic. Також реппер наголошується тим, що відкриває магазин одягу «Fat Joe's Halftime», перукарню і навіть власну модну лінію FJ560. Дебют Джо на Atlantic під назвою «Don Cartagena» удостоївся золота за наслідками продажів. В принципі нічого дивовижного, якщо подивитися на список гостей. Крім обов'язкової присутності Big Pun і свіжоспечених учасників Terror Squad, тут значаться Puff Daddy, Nas, Raekwon, Jadakiss, а також Noreaga і учасники Bone Thugs-N-Harmony. Fat Joe паралельно починає брати участь в кінозйомках. Рік вдався, але життя, як відомо, складається з чорних і білих смуг, зльоти чергуються з падіннями.

## R.I.P. Big-L & Big Pun
Єдиною утішливою новиною наступного року став непоганий дебют альбому Terror Squad з однойменною назвою. В цілому ж 1999 рік був затьмарений вбивством Big L, талановитого двадцятичотирилітнього реппера, що заслужив величезну пошану в андеграундних кругах, члена D.I.T.C. Ветерани D.I.T.C. зібралися, щоб виступити на концерті, присвяченому пам'яті Big L, цей запис поступив в продаж в тому ж році, в наступному ж році вони розродилися повноцінним альбомом. Але рік 2000 примітний не цим. 7 лютого 2000 року на двадцять дев'ятому році життя трагічно помер від серцевого нападу Big Pun. Група Terror Squad не винесла цієї перевірки на міцність, її покинули Triple Seis і Cuban Link. З останнім у Fat Joe відносини стали особливо напруженими, Cuban Link, протеже Big Pun'а, відкрито звинувачував Fat Joe, в тому, що той не дає йому шансу проявити себе. Говорять, що вони досі випробовують сильну взаємну неприязнь, а в 2003 році в Маямі між ними справа навіть дійшла до бійки. Ще одним ударом для Джо стала втрата діда і сестри.

## Співпраця з Jadakiss і Ja Rule
Кінець 2004 року приніс Fat Joe ще один хіт, «New York», — сумісний трек з Jadakiss і Ja Rule з альбому R.U.L.E. (нагадує «J.O.S.E.», чи не так) останнього. Скандальна пісня втягнула Joey в біф з непередбачуваним 50 Cent, за не залежними від самого Джо обставинами, і трохи не втягнула в біф з Роєм Джонсом Молодшим, екс-чемпіоном світу з боксу, через фразу «Even Roy Jones was forced to lean back» у куплеті Joey, що натякала на те, як Джонс безславно позбувся свого титулу.

## Конфлікти

### Cuban Link
7 лютого 2000 року на двадцять дев'ятому році життя трагічно помер від серцевого нападу Big Pun. Група Terror Squad не винесла цієї перевірки на міцність, її покинули Triple Seis і Cuban Link. З останнім у Fat Joe відносини стали особливо напруженими, Cuban Link, протеже Big Pun'а, відкрито звинувачував Fat Joe, в тому, що той не дає йому шансу проявити себе. Говорять, що вони досі випробовують сильну взаємну неприязнь, а в 2003 році в Маямі між ними справа навіть дійшла до бійки.

### 50 Cent
Перед випуском альбому The Massacre, 50 Cent записав пісню, «Piggy Bank». Після дісів з реперами, зокрема Fat Joe, Nas, і Jadakiss. Fat Joe відповів піснею, «My FoFo», звинувативши 50 Цента вживанням стероїдів, приховуючи в його будинку, і будучи ревнивим до The Game. А біф почався через те, що Fat Joe зачитав в треку «New York» разом з ворогом 50 Сента Ja Rule, і майбутнім його ворогом, Jadakiss, який також брав участь в пісні. Згодом виконавці помирилися.
Потім 2005 року MTV Video Music Awards поки Фет Джо читав трек в стилі регатон разом з Daddy Yankee, Джо говорив непристойності в адресу G-Unit. Незабаром після того як виступ закінчився, 50 Cent пішов в бік Товстого Джо, на сцену, Джо почав утікати.
А у вересні 2007 року, на ТВ BET в програмі Rap City, 50 Сент знову критикував Джо, який відповів на початку січня 2008 року, в тій самій програмі, що критика Фіфті Цента була нісенітницею, і що він хотів повторно ввести ранішу уособицю трек 50 Cent «Piggy Bank».
А недавно в інтернет був залитий дісс від групи G-Unit під назвою I'm Leaving де учасники Lloyd Banks і Tony Yayo, разом з генералом 50 Сентом дісять Фет Джо.

## Дискографія
- «Represent» (1993)
- «Jealous One's Envy» (1995)
- «Don Cartagena» (1998)
- «Jealous Ones Still Envy (J.O.S.E.)» (2001)
- «Loyalty» (2002)
- «All Or Nothing» (2005)
- «Me, Myself & I» (2006)
- «The Elephant In The Room» (2008)
- «Jealous Ones Still Envy 2 (J.O.S.E. 2)» (2009)